# Mann-o-Mann
Mann-o-Mann war eine von Peer Augustinski moderierte Spielshow im deutschen Fernsehen. Sie wurde von 1992 bis 1995 auf Sat.1 ausgestrahlt.

## Konzept
Die Show wurde als „Spielshow für Frauen“ bezeichnet. Das Studiopublikum war ausschließlich weiblich. Die zehn männlichen Kandidaten, welche jeweils aus derselben Stadt kamen, traten in Spielen gegeneinander an, die ihre Männlichkeit belegen sollten. Bei den Spielen waren sowohl körperliche als auch geistige Fähigkeiten gefordert. Nach jeder Spielrunde wurde vom weiblichen Publikum eine je nach Spielrunde unterschiedliche Anzahl von Kandidaten ausgeschlossen, welche von als „Limited Girls“ bezeichneten Animateurinnen in ein Schwimmbecken befördert wurden. Der Gewinner des Spiels hatte eine Auswahl aus drei Preisen zu treffen und durfte sich „zur Belohnung“ von den Limited Girls küssen lassen.

## Internationale Verbreitung
Die Sendung war in den 90er-Jahren die weltweit erfolgreichste deutsche TV-Show. Nach dem Start in Deutschland wurde Mann-o-Mann im Laufe der Jahre in mehr als 20 Ländern produziert: unter dem Titel „Man-o-Man“ in England, Australien, Dänemark, Norwegen, Schweden; in Spanien zunächst regional unter dem Titel „Elles & Ellos“, danach landesweit unter dem Titel „Uno para todas“; in Italien unter dem Titel „Beato tra le donne“; in Portugal als „Ai os homens“; in Frankreich als „Le cheri de ces dames“, in der Türkei als „Ah kizlar vah erkekler“.
2009 startete Sat. 1 eine Neuauflage der Sendung unter dem Namen Mister Perfect - Der MännerTest, welche von Alexander Mazza moderiert wurde und das alte Konzept weitgehend übernahm.